# Hélico RC
Hélico RC est une revue française consacrée au monde de l’hélicoptère radiocommandé.

## Généralités
Hélico RC est le premier magazine de langue française exclusivement consacré au domaine de l’hélicoptère radiocommandé et à toute forme de voilure tournante mue par un ou plusieurs rotors.
La revue se présente comme le petit frère de Modèle Réduit Avion (MRA) dont elle partage en alternance un mois sur deux les étals des marchands de journaux. 
Elle est publiée par l’éditeur Regi’Arm et appartient au groupe de presse Rigel.
Elle accorde une place importante aux débutants qui peuvent trouver des rubriques didactiques comportant des conseils et des astuces techniques mais aussi de véritables leçons de pilotage de tous niveaux, depuis les premiers pas jusqu’à la voltige de compétition, grâce notamment à Yann Faucou. Pierre Weck, le rédacteur en chef d'Hélico RC, propose également des essais ainsi que des reportages sur des rassemblements et compétitions, en France et à l’étranger, y compris dans le monde des hélicoptères grandeur nature. 
Longtemps attendu par les passionnés du vol de modèle réduit, le titre a en général bénéficié d’un bon accueil lors de sa parution en décembre 2009,,.